# Константінос Воланакіс
Константінос Воланакіс (грец. Κωνσταντίνος Βολανάκης, 1837, Іракліон, Крит, Османська імперія — 29 червня 1907, Пірей, Грецьке королівство) — один з найзначніших грецьких художників XIX століття. Належить до Мюнхенської школи грецького живопису.

## Життєпис
Народився в 1837 на острові Крит, у місті Іракліон, але його родина родом із сусіднього нома Ретимно.
Гімназію закінчив в 1856 на острові Сірос. У тому ж році відправлений старшими братами в Трієст, працював бухгалтером у відомого торговця цукром Афентуліса. Господар оцінив художні здібності молодого Воланакіса, побачивши начерки човнів, кораблів, гаваней, якими той заповнив сторінки бухгалтерських книг. Замість того, щоб звільнити свого бухгалтера, Афентуліс відправив його в 1860 вчиться живопису в Мюнхенській Академії, у Карла фон Пілоті. Після завершення навчання працював у Мюнхені, Відні та Трієсті.
У 1883 повернувся до Греції та влаштувався в місті Пірей. З цього часу і аж до 1903 він викладав в Афінській школі витончених мистецтв.
Помер в Піреї в 29 червня 1907.

## Роботи
Море, кораблі та гавані — постійне джерело натхнення Воланакіса. Разом з Іоаннісом Алтамурасом, і Василіосом Хадзісом, Воланакіс вважається одним з найвидніших художників-мариністів кінця XIX — початку XX століть.
Разом з художниками Теодоросом Врізакісом, Нікіфоросом Літрасом, Ніколаосом Гізісом та Георгіосом Іаковідісом, він вважається одним з основних представників академічного реалізму Мюнхенської школи.
Однак такі яскраві роботи як «Ярмарок в Мюнхені» говорять і про імпресіоністські тенденції в його мистецтві.
Його морські роботи прикрашають парадні зали в Австрії та Греції, і навіть станцію наземного метро в Піреї. Деякі з його робіт продані на міжнародних аукціонах за сотні тисяч євро.
У листопаді 2008 його робота «Караїскакіс, висадка в Фалері», мала рекордну ціну для грецької роботи на аукціонах — 2 млн євро.
Роботи Воланакіса виставлені в багатьох музеях Греції та за кордоном.

## Галерея

Кораблі на рейді (1895) Національна галерея Греції  — Музей Олександра Суцоса
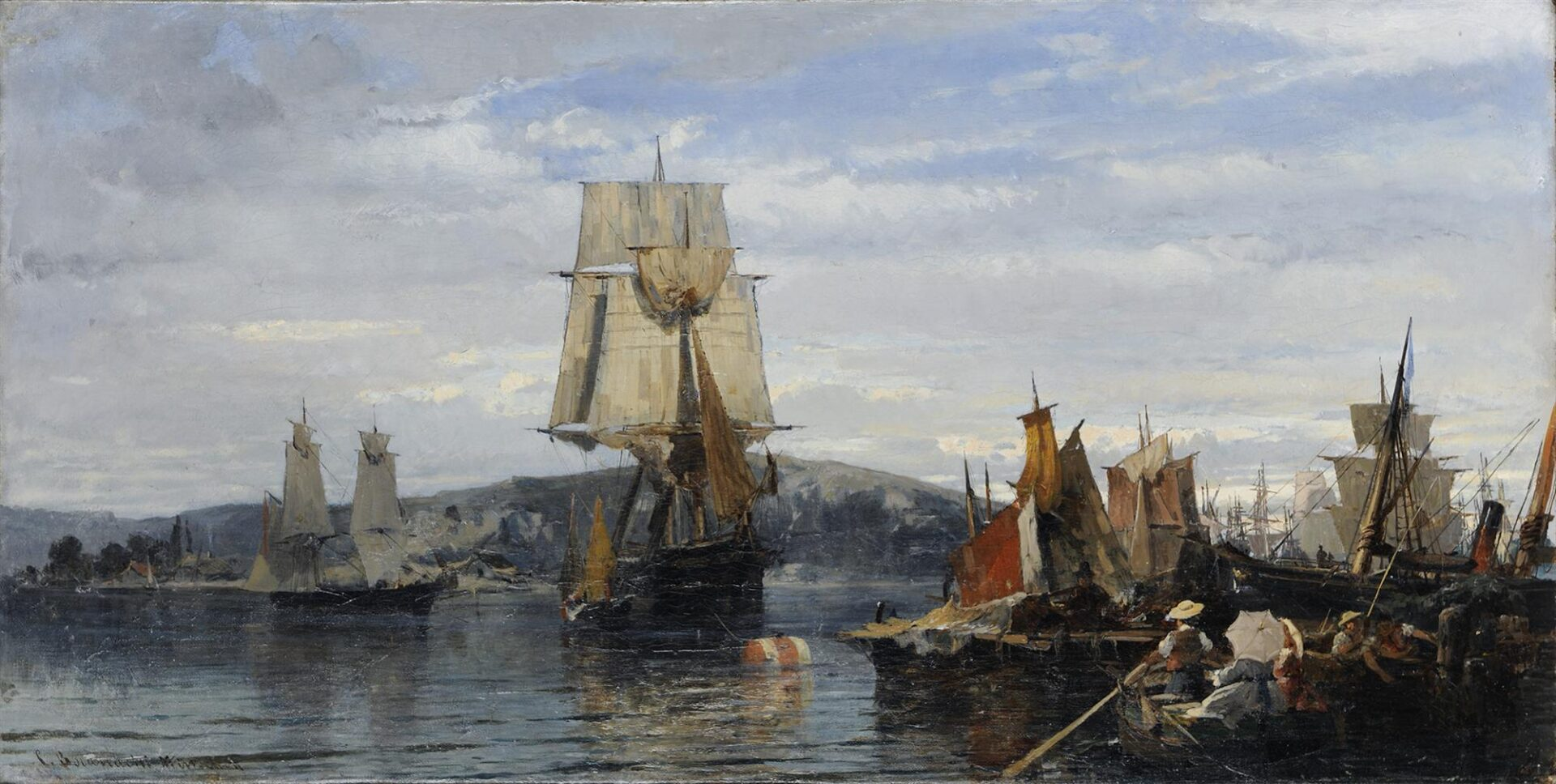
Вихід з порту. Національна галерея Греції, Афіни
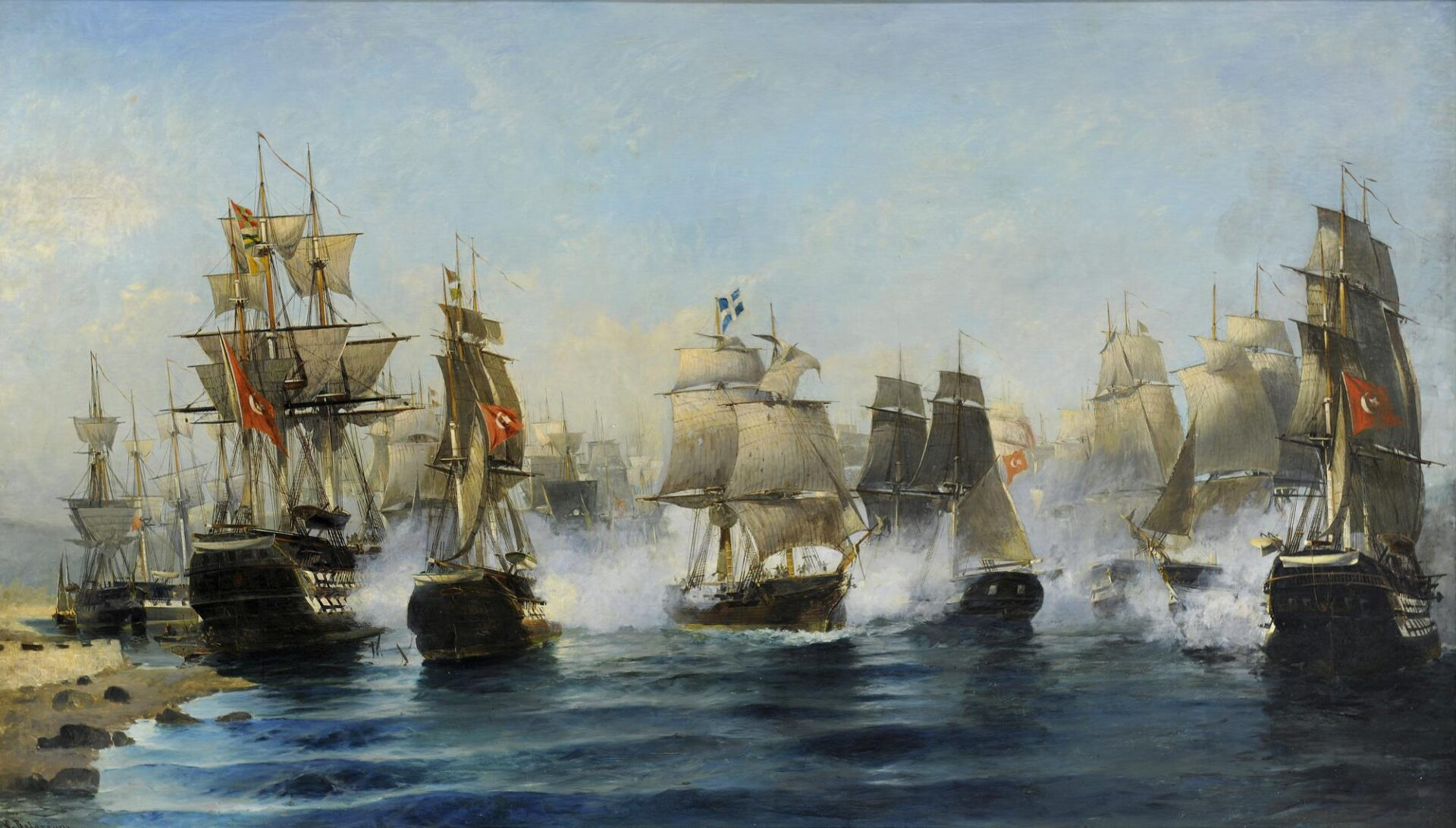
Прорив «Ареса»
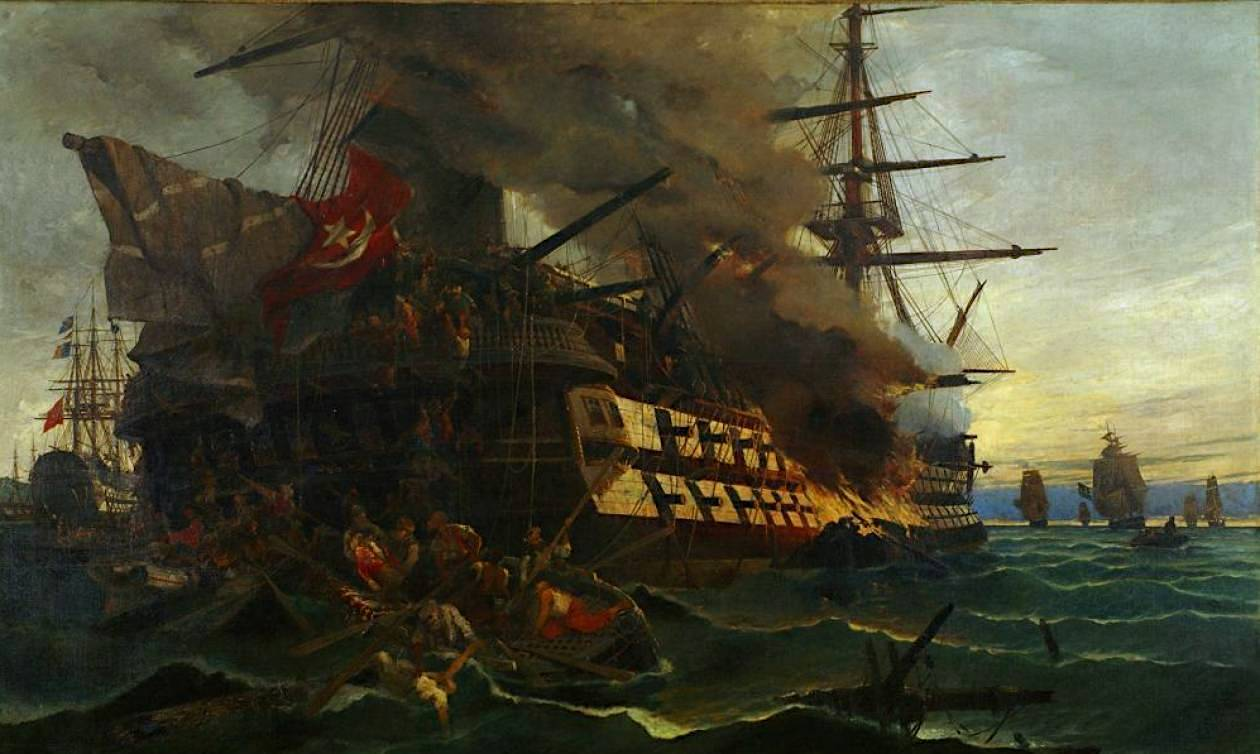
Брандер Димитріоса Папаніколіса спалює турецький флагман
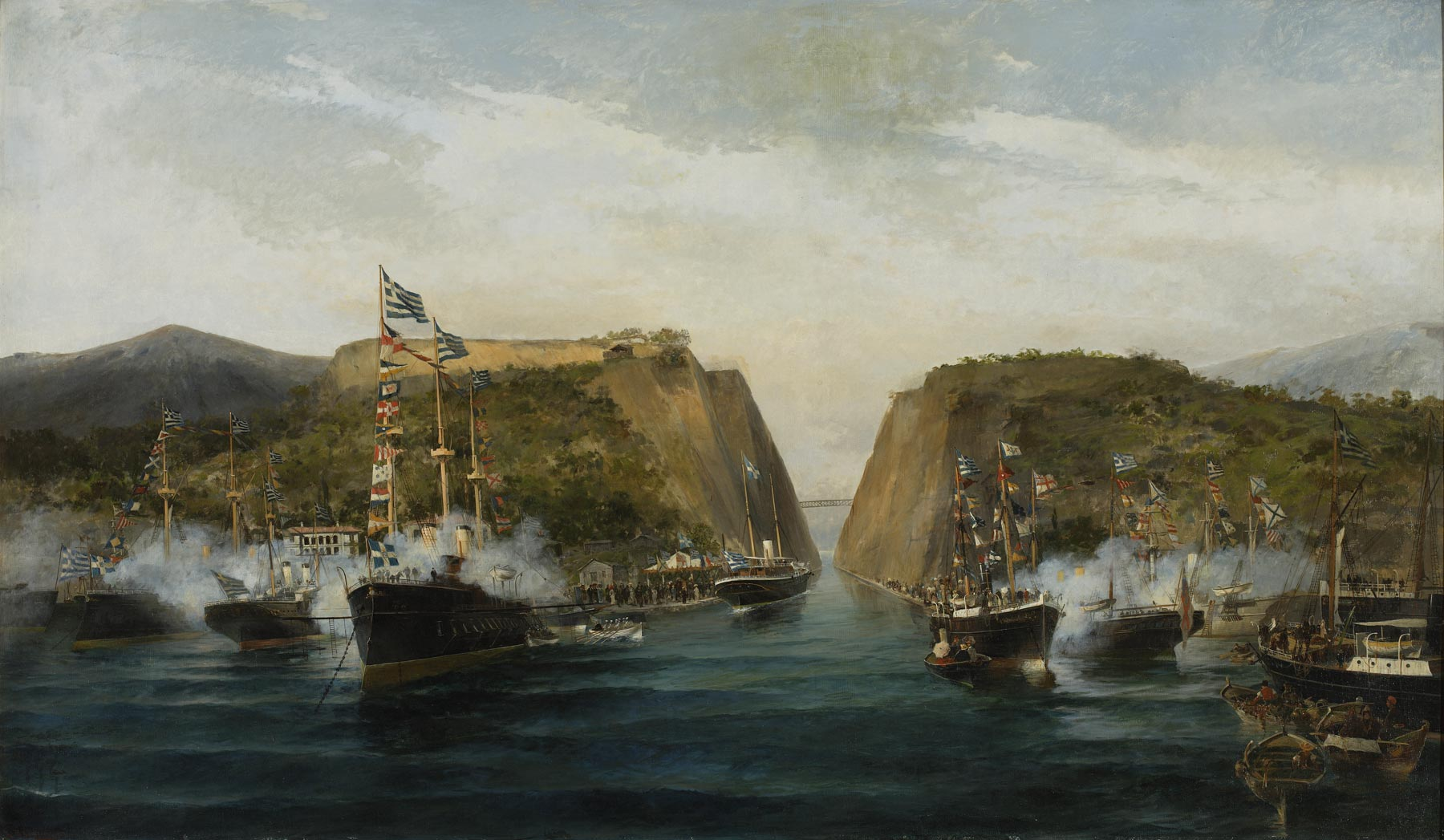
Відкриття Коринфського каналу
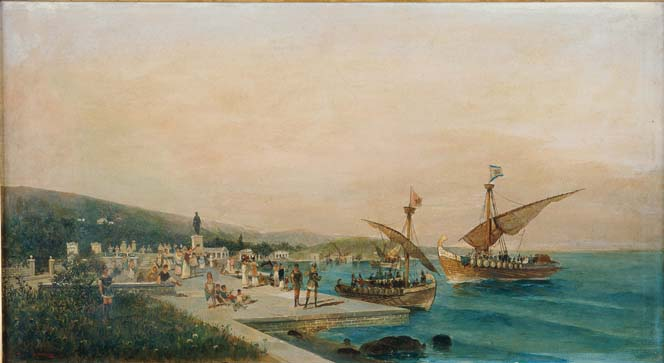
Повернення аргонавтів
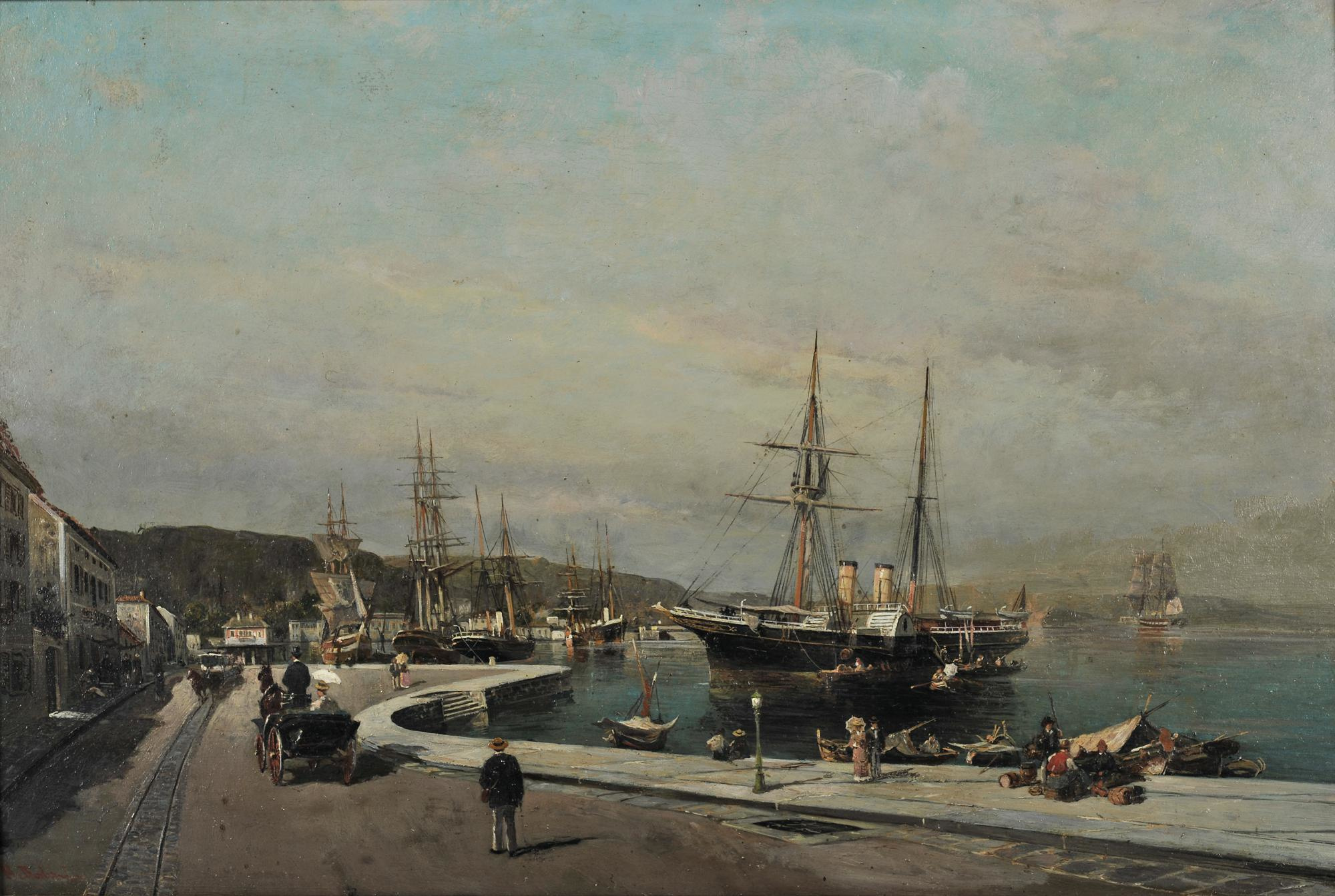
Порт Волос
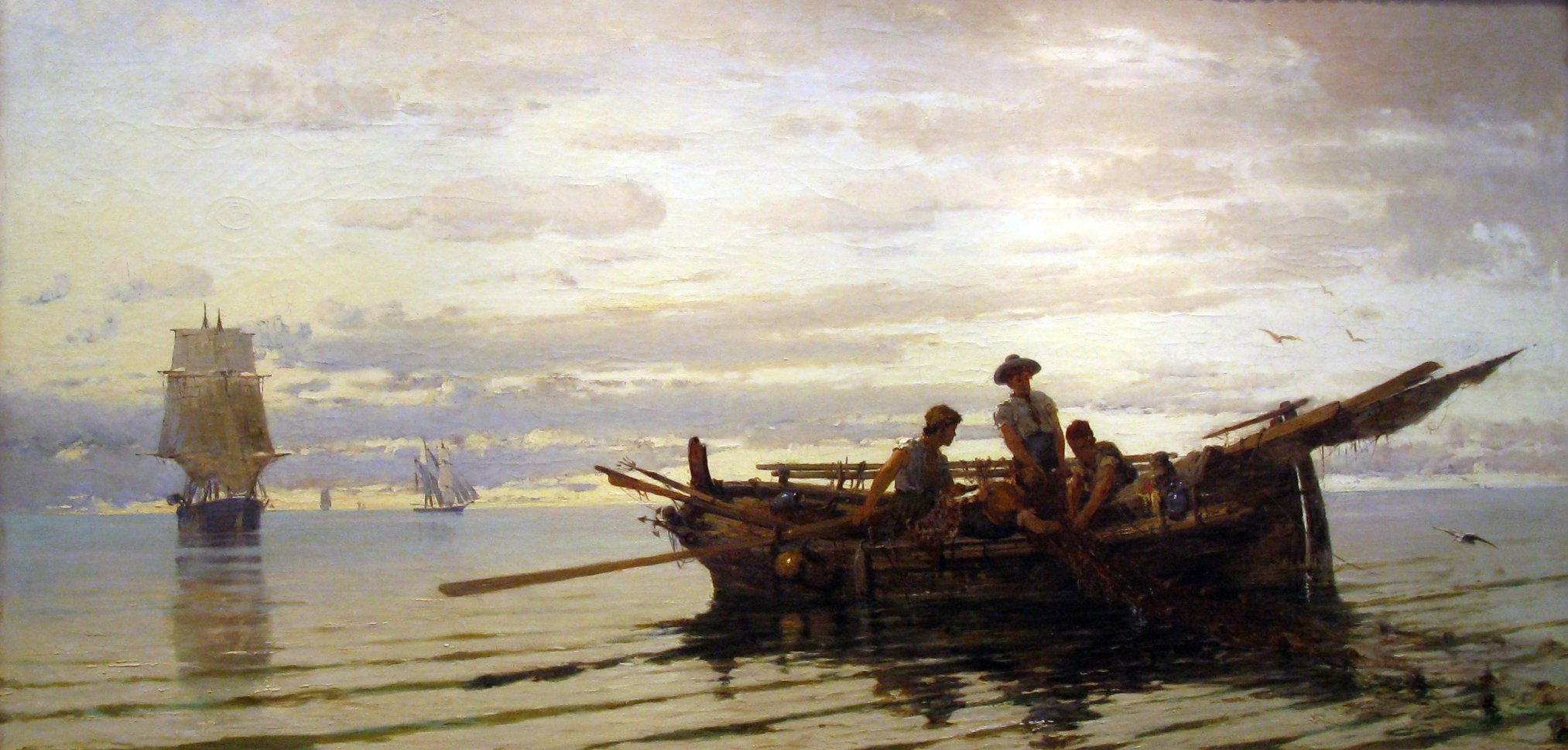
Рибаки в морі
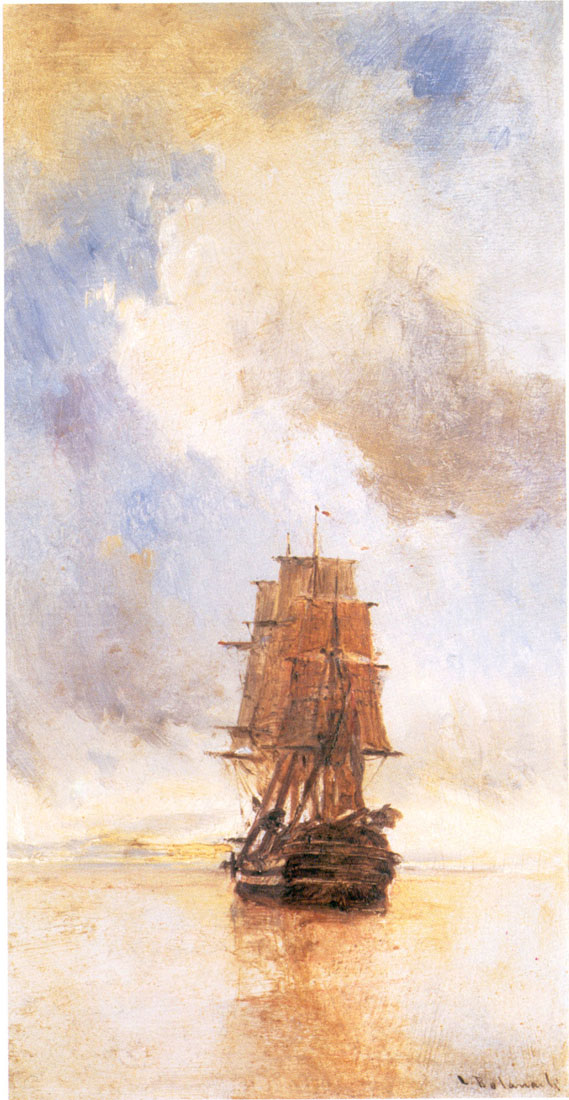
Корабель 55
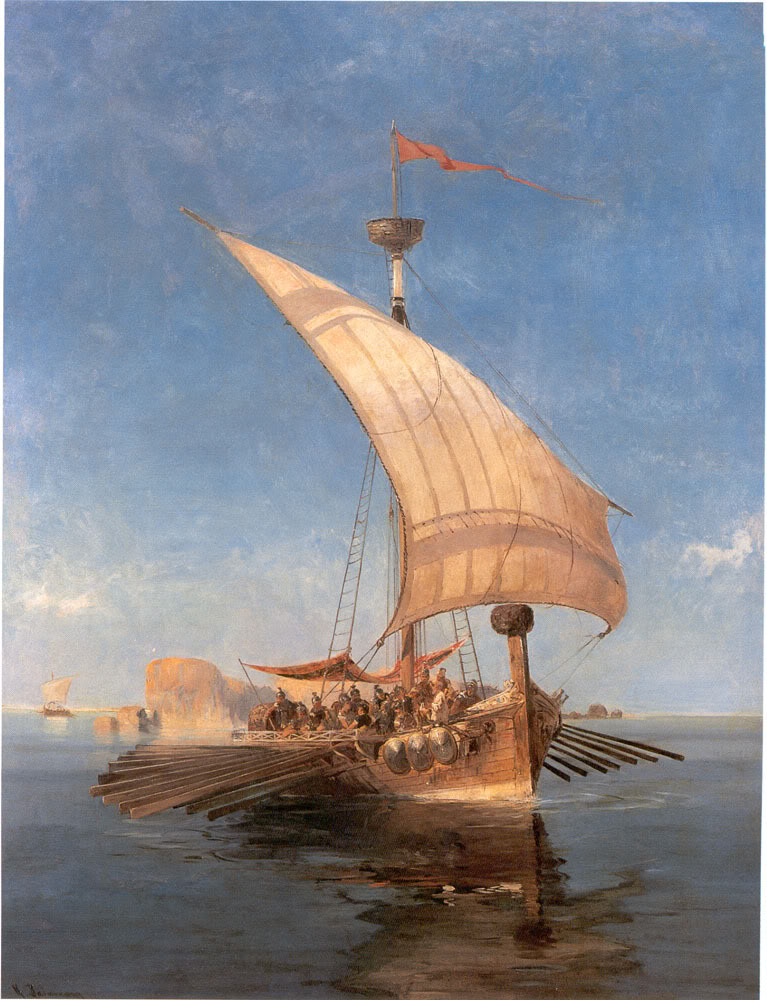
Арго
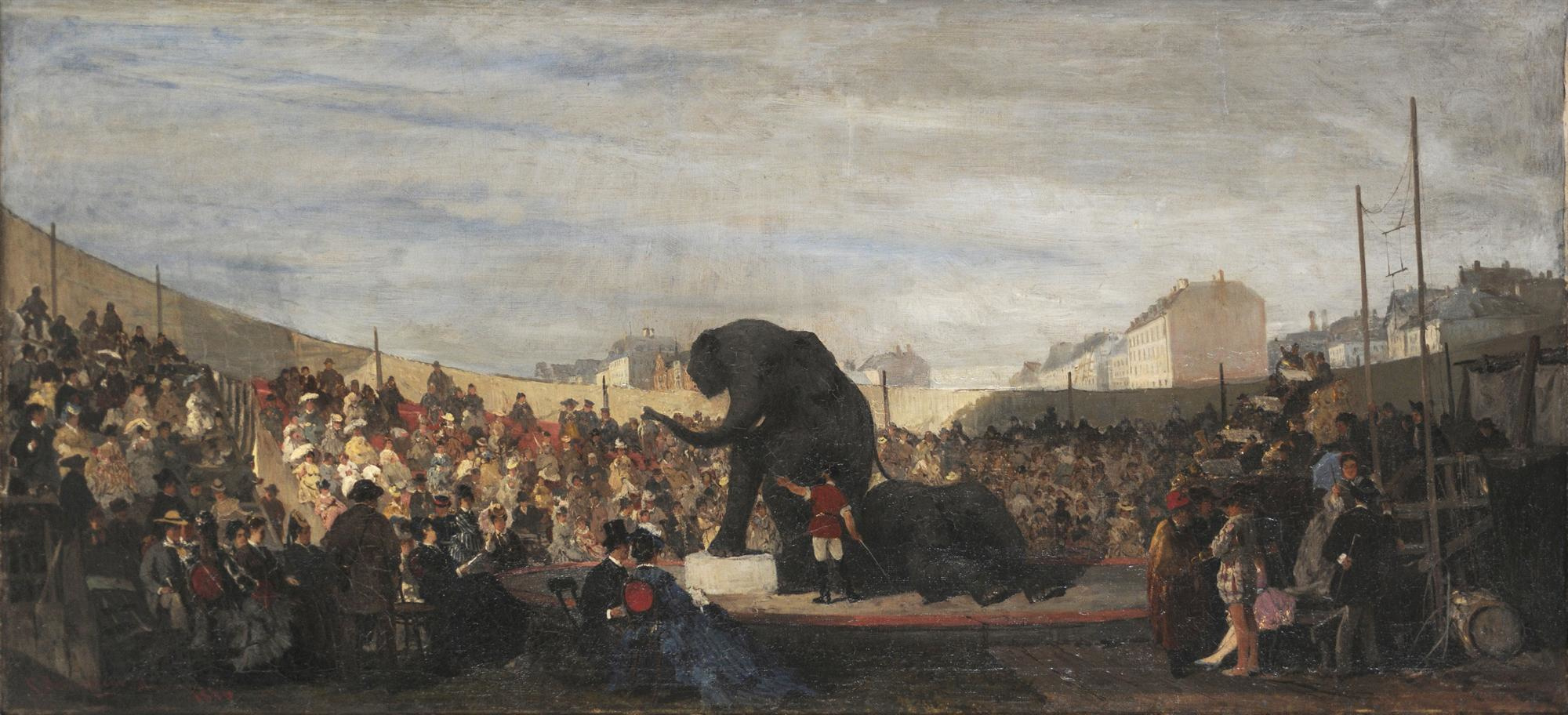
Octoberfest або Ярмарок в Мюнхені (1876). Національна галерея Греції — Музей Олександра Суцоса
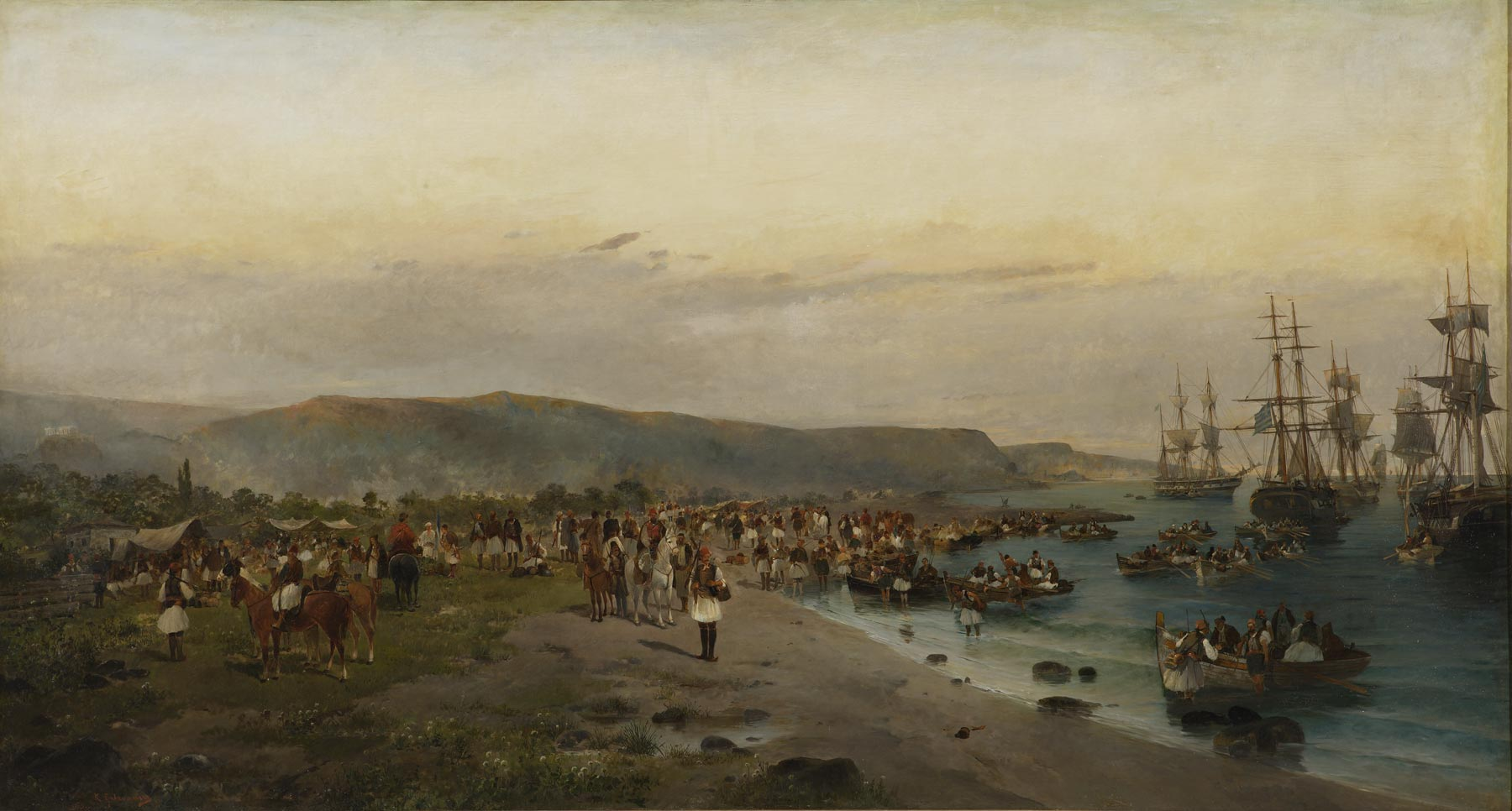
Висадка Караїскакіса у Фалері